# Krueng Ceukou
Krueng Ceukou is een bestuurslaag in het regentschap Nagan Raya van de provincie Atjeh, Indonesië. Krueng Ceukou telt 419 inwoners (volkstelling 2010).